# Экиуа, Сандра
Сандра Экиуа (исп. Sandra Equihua) — мексиканский аниматор и художник.

## Биография
Сандра родилась и выросла в городе Тихуана, Мексика. Окончила Ибероамериканский университет со степенью бакалавра в графическом дизайне. Училась в Art Center at Night в Сан-Диего, штат Калифорния, у Рафаэля Лопеса, который научил Экиуа концептуализации, экспериментированию с техникой, цветом и идеями и помог раскрыть талант иллюстратора. Окочнив обучение, Экиуа переехала в Лос-Анджелес.
Как художник Сандра Экиуа работала с компаниями Sony Pictures (персонажи для El Macho), McGraw Hill, WEA, Disney (персонажи The Buzz on Maggie), WB (персонажи ¡Mucha Lucha!) и Nickelodeon (персонажи Wow! Wow! Wubbzy!). Её картины выставлялись в галереях Мексики и США. Она также озвучивала некоторых персонажей мультфильмов. В работах Экиуа обнаруживается влияние искусства середины XX века и мексиканских мотивов.
В 2001 году Сандра вышла замуж за Хорхе Гутьерреса. Вместе они создали мультсериал «Эль Тигре: Приключения Мэнни Риверы». В этом произведении затррнуты темы иммиграции, амбиций, любви, успеха и поражения. Для мультфильма The Book of Life (2014) Экиуа разрабатывала женские персонажи. В их создании нашли место символизм и следование традициям, выразившиеся в традиционных мексиканских образах и отсылках к элементам культуры, таких как спагетти-вестерн, коррида и поп-музыка.

## Фильмография
- «Эль Тигре: Приключения Мэнни Риверы» (2007—2008)